# Karlovice (district de Semily)
Pour les articles homonymes, voir Karlovice.
Karlovice (en allemand : Karlowitz) est une commune du district de Semily, dans la région de Liberec, en République tchèque. Sa population s'élevait à 788 habitants en 2021.

## Géographie
Karlovice se trouve à 10 km au sud-ouest de Semily, à 26 km au sud-sud-est de Liberec et à 77 km au nord-est de Prague.
La commune est limitée par Mírová pod Kozákovem au nord, par Radostná pod Kozákovem et Rovensko pod Troskami à l'est, par Hrubá Skála au sud, et par Kacanovy et Turnov à l'ouest.

## Histoire
La première mention écrite du village date de 1543.

## Administration
La commune se compose de cinq sections :
- Karlovice ;
- Radvánovice ;
- Roudný ;
- Sedmihorky ;
- Svatoňovice.

## Galerie

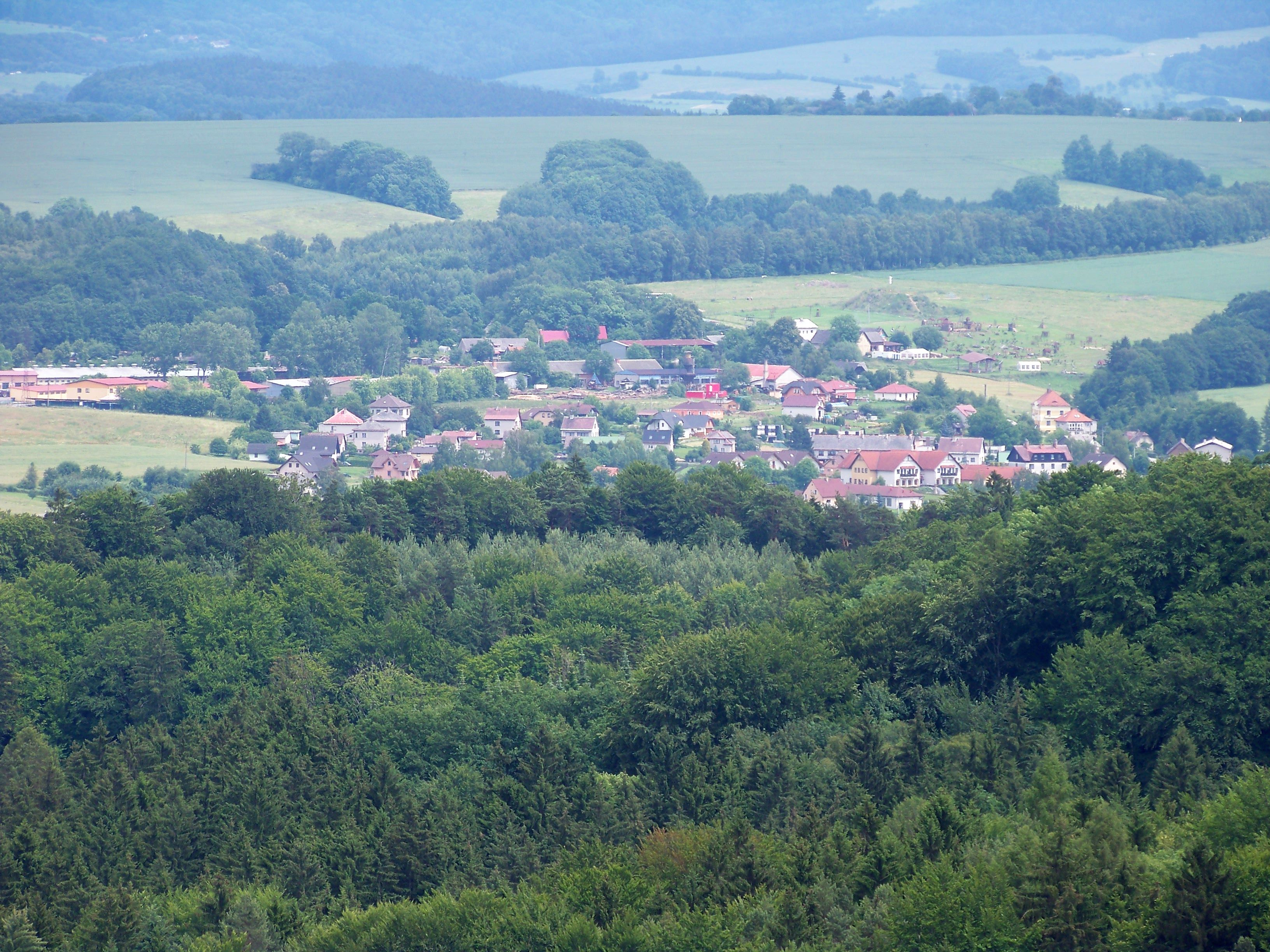
Radvánovice : vue aérienne.
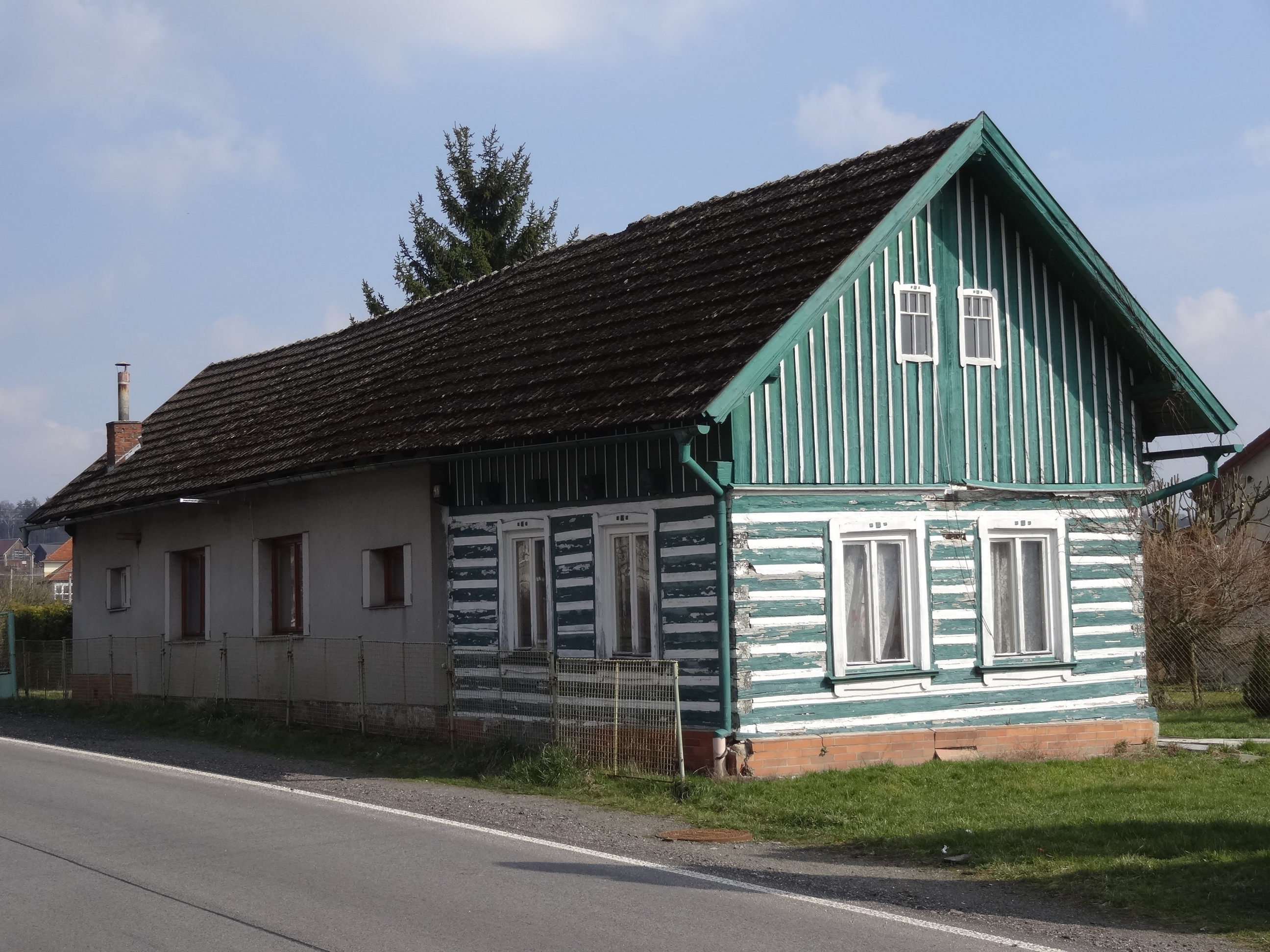
Architecture traditionnelle.

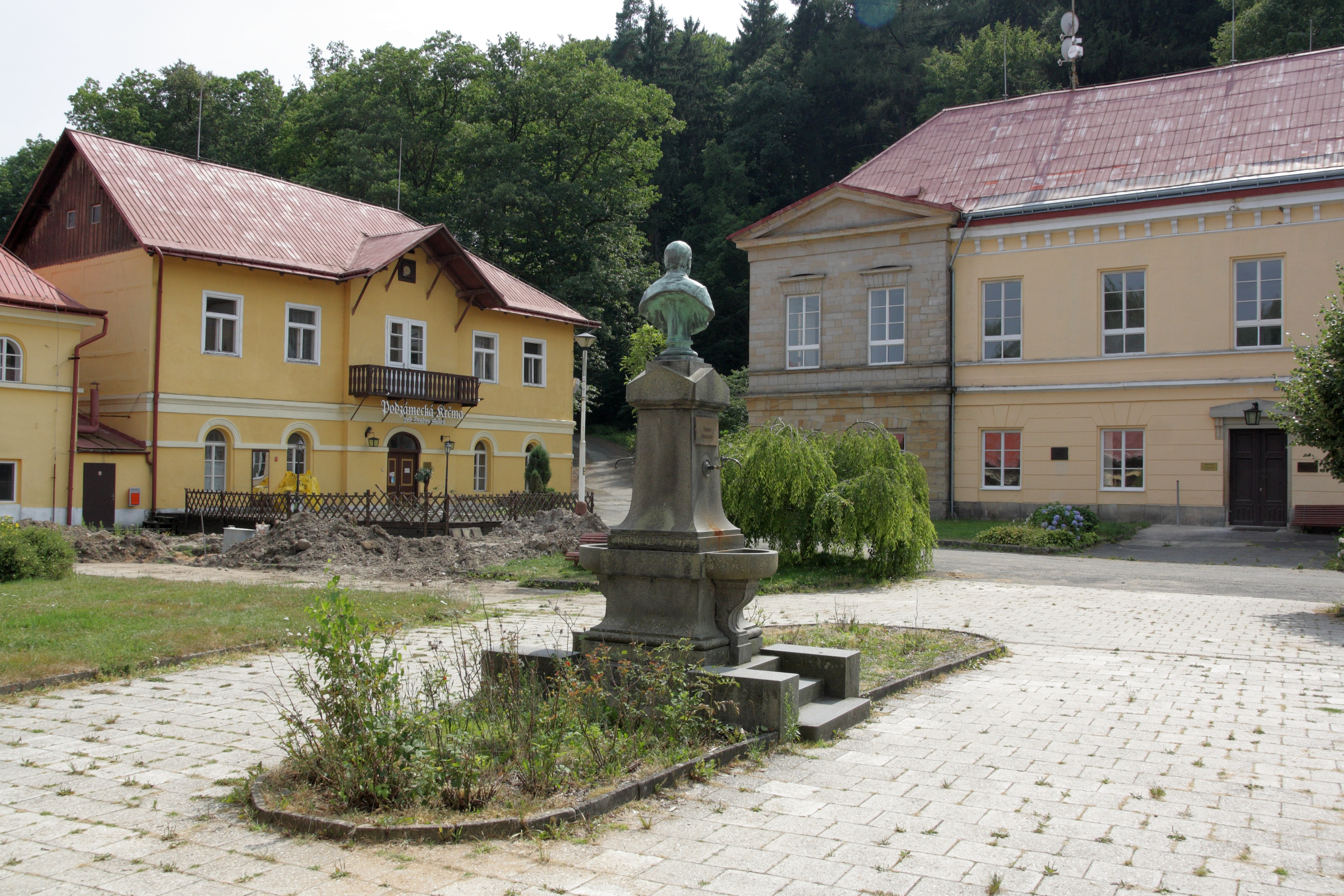
Lázně Sedmihorky : ancien établissement thermal.
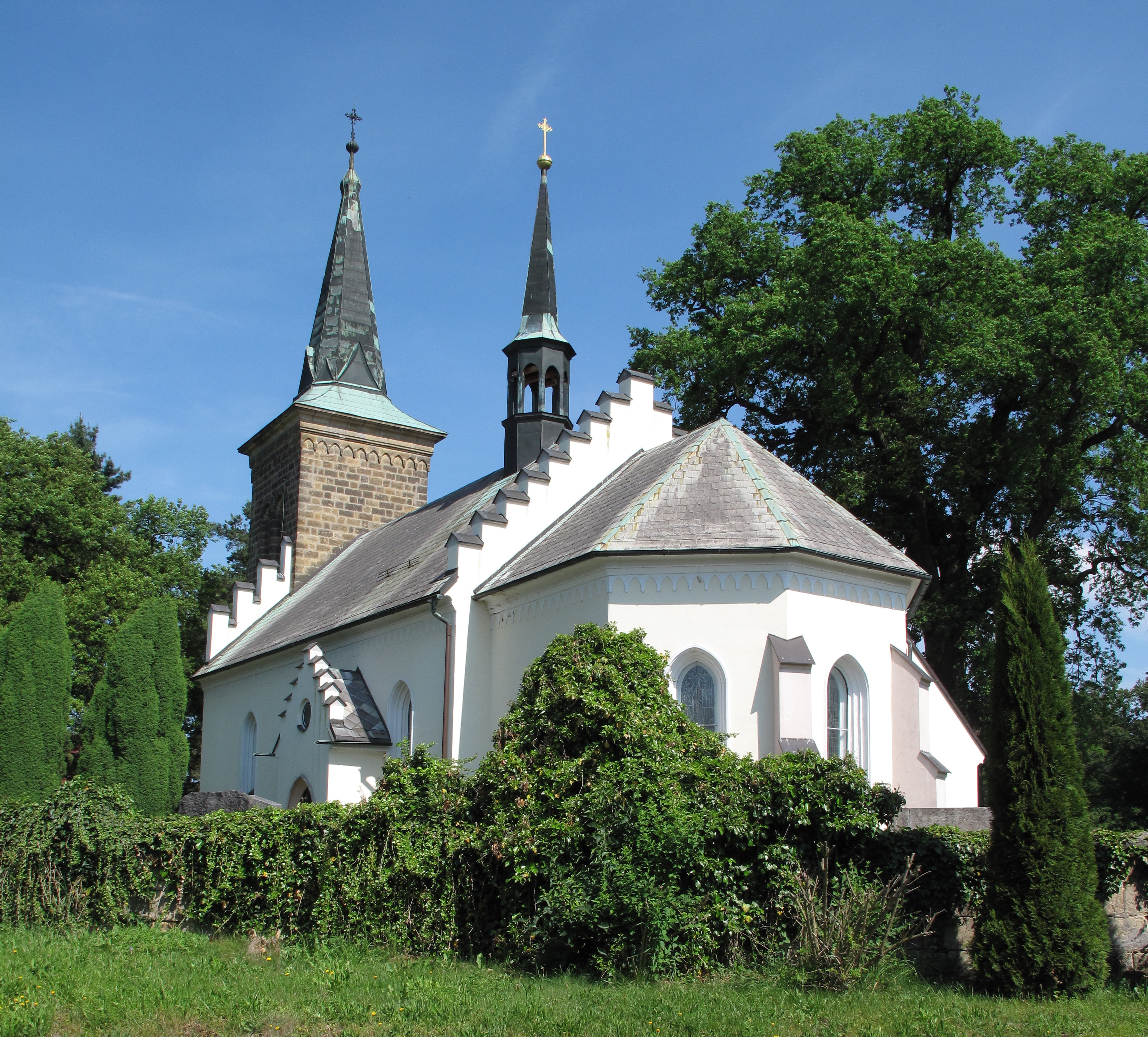
Église Saint-Georges à Sedmihorky.

## Transports
Par la route, Karlovice se trouve à 5 km de Turnov, à 16 km de Semily, à 31 km de Liberec et à 96 km de Prague.